# Strmec Remetinečki
Strmec Remetinečki – wieś w Chorwacji, w żupanii varażdińskiej, w mieście Novi Marof. W 2011 roku liczyła 511 mieszkańców.